# Гириджа Прасад Койрала
Гириджа Прасад Койрала (20 февруари 1925 – 20 март 2010) е непалски политик.
Той е временен държавен глава – след абдикацията на монарха (януари 2007 – май 2008) и на новосъздадената република (май – юли 2008), 4 пъти министър-председател на страната (1991 – 1994, 1998 – 1999, 2000 – 2001, 2006 – 2008), 2 пъти външен министър (1991 – 1994, 1998 – 1999). Койрала е първият демократично избран министър-председател на Непал след 1959 г. Председател е на Непалската конгресна партия.
Роден в щата Бихар в Индия, Гириджа е най-младият син в семейството на Кришна Прасад Койрала и Дивя Койрала. Гириджа Прасад Койрала се занимава с политика над 60 години, като започва своята политическа кариера като работнически лидер на ютова фабрика в родния си град Биратнагар.
Избран е за министър-председател на Непал през 1991 г. Принуден е да разпусне парламента и да насрочи нови избори през ноември 1994 г., тъй като Непалската конгресна партия не успява да поддържа коалиционно правителство. Така на власт идва Непалската комунистическа партия (обединени марксисти-ленинисти).
Когато Койрала е избран за министър-председател през 2000 г. за трети път, Непал е в състояние на гражданска война. По време на мандата на Койрала в правителството има голяма корупция. Самият Койрала участва в сделка с австрийската самолетна компания „Лауда Еърлайнс“. Койрала е обвиняван за неспособността да се справи с кризата в страната, след като в Непал са убити кралски особи. Койрала подава оставка през юли 2001 г. след като армията се намесва в гражданската война за първи път.